# Дебарнот, Роберто
Роберто Дебарнот (исп. Roberto Debarnot; род. 5 августа 1947, Буэнос-Айрес) — аргентинский шахматист, международный мастер (1977).
Серебряный призёр чемпионата Аргентины по шахматам 1973 года (в дополнительном матче за первое место уступил Р. Сангинетти).
В составе сборной Аргентины участник 3-х Олимпиад (1972—1974, 1980).

## Изменения рейтинга
| Графики недоступны из-за технических проблем. См. информацию на Фабрикаторе и на mediawiki.org. |